# Albrecht Adam
Albrecht Adam (ur. 16 kwietnia 1786 w Nördlingen, zm. 28 sierpnia 1862 w Monachium) – niemiecki malarz scen bitewnych i koni.

## Życiorys
W młodości praktykował w zawodzie cukiernika. W 1803 udał się do Norymbergi, gdzie podjął studia w akademii sztuk pięknych pod kierunkiem Christopha Zwingera (1744–1813). W 1807 przeniósł się Monachium, brał udział w kampanii austriackiej (1809) i rosyjskiej (1812) służąc jako malarz u Eugène de Beauharnaisa. Po kilkuletnim pobycie we Włoszech powrócił do Monachium, gdzie pracował dla królów Bawarii i cesarzy Austrii. Wykonywał m.in. zlecenia Ludwika I Wittelsbacha i Franciszka Józefa I. W 1859 Adam wziął udział w kampanii włoskiej Napoleona III przeciwko Austriakom. Pod koniec życia wiele obrazów wykonał wspólnie z synami, bracia Benno (1812–1892), Franz (1815–1886), Eugen (1817–1880) i Julius Adam (1821–1874) byli również malarzami. Jego ostatnim i największym dziełem był obraz pt. Schlacht von Zorndorf.
Albrecht Adam zajmował się niemal wyłącznie malarstwem batalistycznym, malował również konie. Wydał pamiętnik z wyprawy moskiewskiej w 83 scenach, oraz zbiór ponad 100. rycin pt. Voyage pittoresque et militaire.

## Galeria

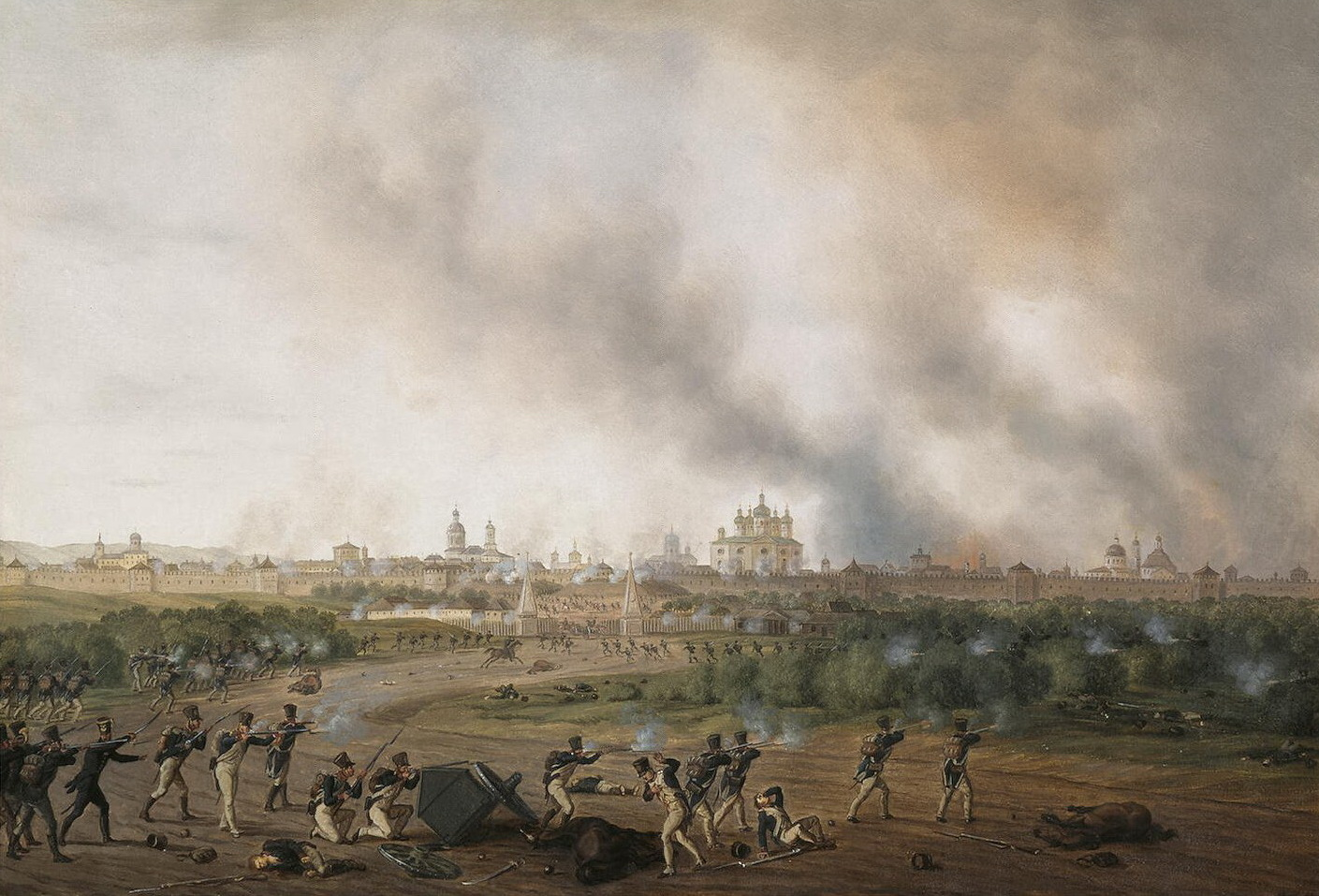
Bitwa pod Smoleńskiem (pomiędzy 1815 i 1825)
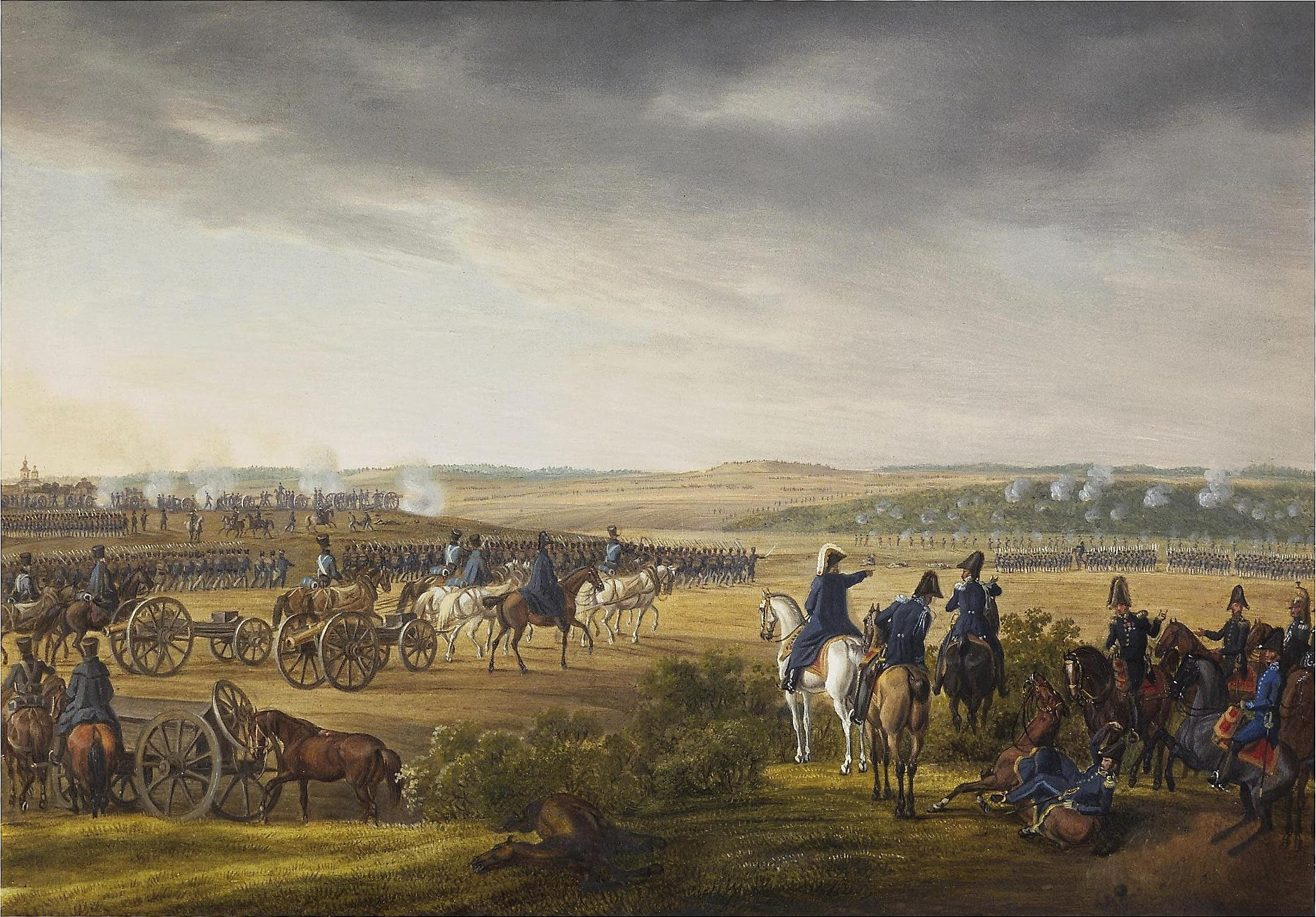
Bitwa pod Borodino (pomiędzy 1815 i 1825)
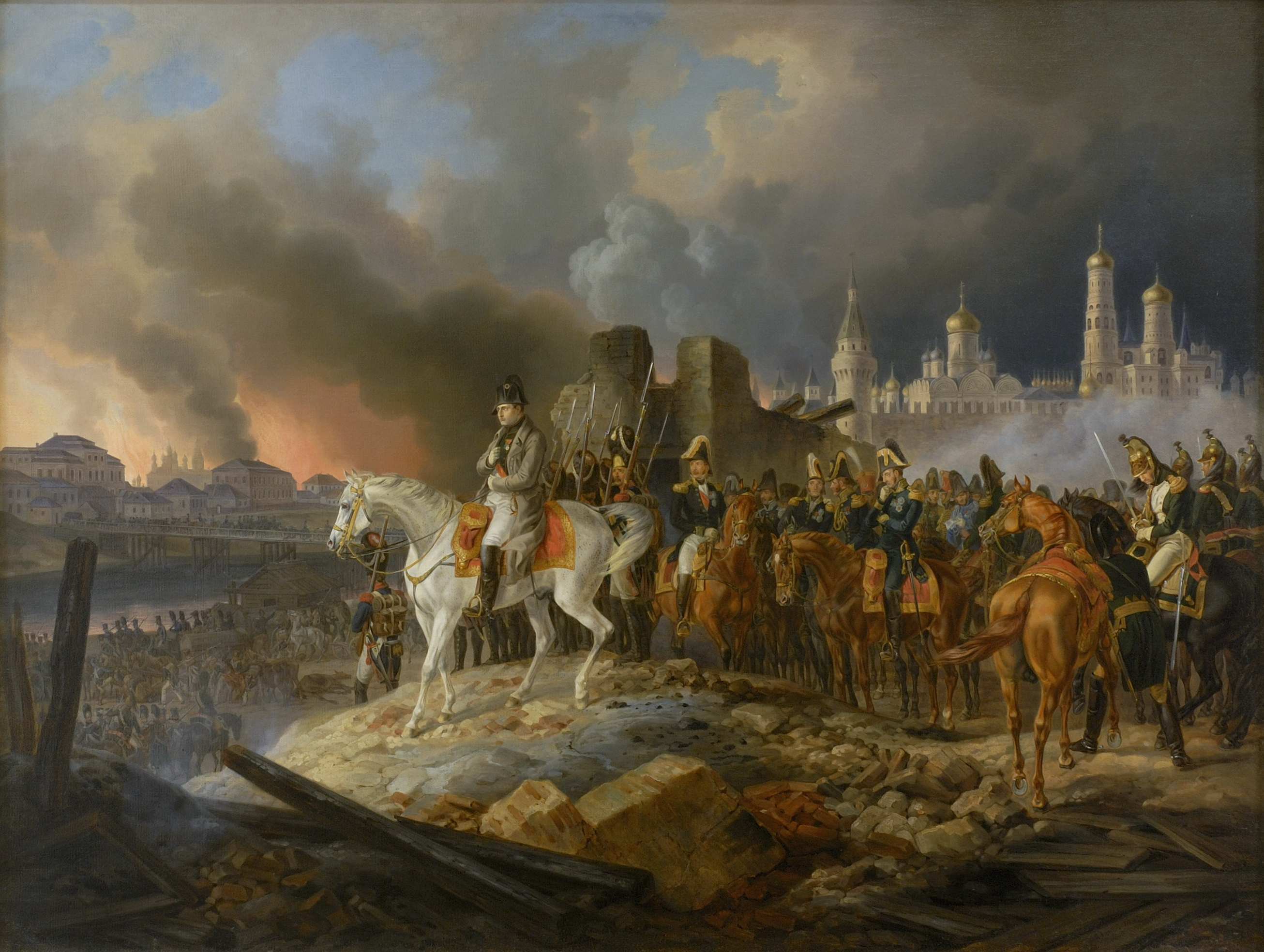
Wyjazd cesarza Napoleona z Kremla (1840)